# 분식예금
분식예금(粉飾預金)은 은행이 여러 가지 수단을 써서 기말이나 월말의 예금액을 표면상 늘린 형식상 예금을 가리키는 단어이다. 윈도 드레싱(window dressing)이라고도 한다. 시중 은행이 상호 수표를 발행하여 당좌예금에 집어 넣어 예금을 일시적으로 늘리거나 대부금 변제가 있을 경우에 대부는 그대로 정리하지 않고 변제금을 1일 예금으로 하기도 한다. 시중 은행은 한국은행에서 차입할 때에 고율의 금리가 적용되지 않기 위해, 그리고 고객의 신용을 획득 유지하기 위해 분식 예금을 하고 있다. 